# جوزيف جاكوبز
العريف  جوزيف جاكوبز  (30 يونيو 1898 - 15 أغسطس 1941) جاسوس ألماني أعدم في برج لندن خلال الحرب العالمية الثانية، وهو آخر شخص ينفذ فيه حكم الإعدام في البرج.